# Boda glasbruk

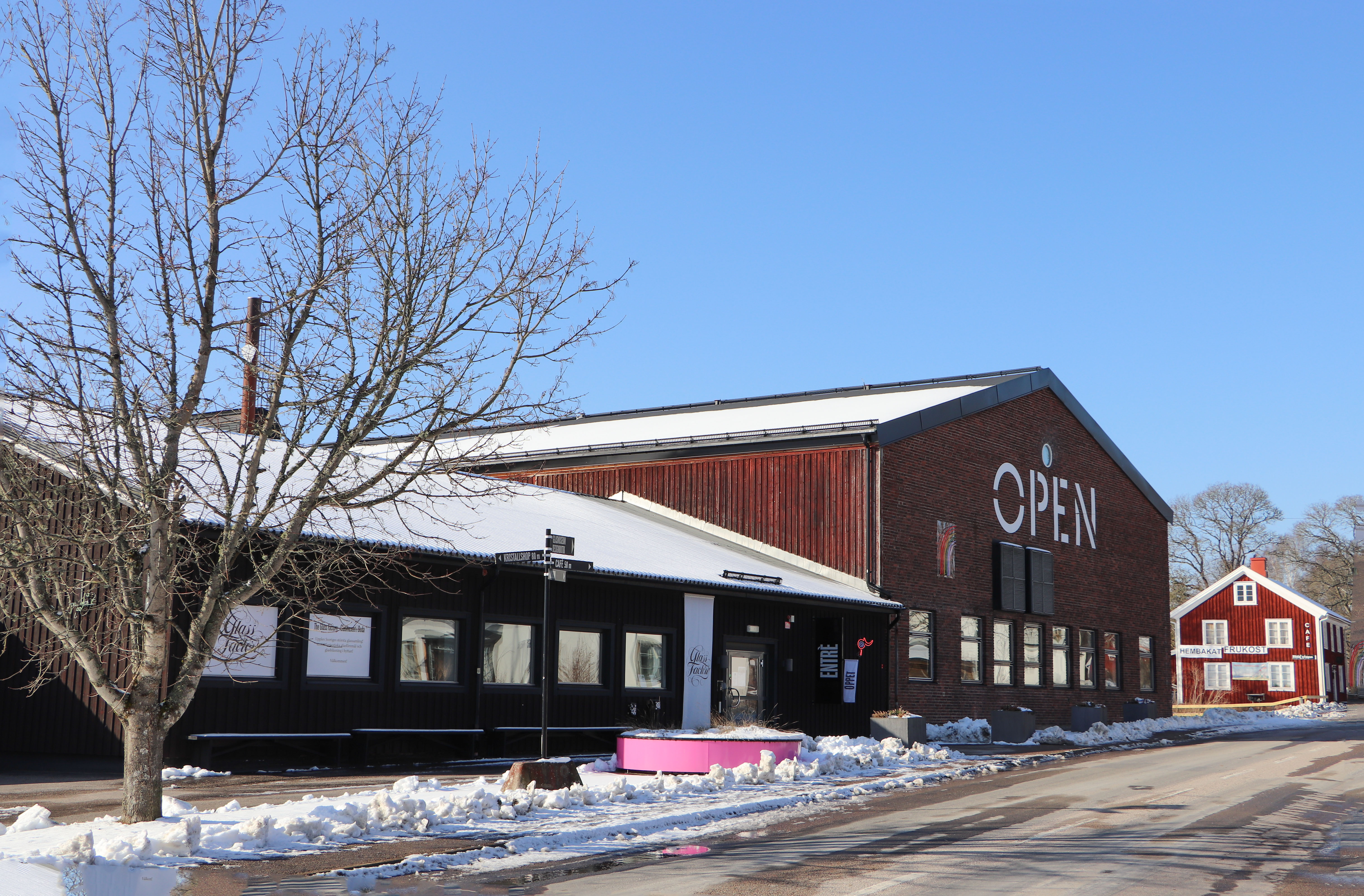
The Glass Factory, Boda Glasbruk

Boda glasbruk är en småort i Emmaboda kommun i Kalmar län som är belägen i Algutsboda socken cirka 15 kilometer nordost om centralorten Emmaboda. Orten förlorade sin status som tätort 2010 på grund av minskande befolkning och blev då en småort.
Samhället byggdes upp kring Boda glasbruk som grundades 1864. I samband med grundandet av bruket bytte byn namn från det tidigare Förlångskvarn. Bruket ingick från 1990 i Orrefors Kosta Boda som stängde ner den stora hyttan 2003. En ny mindre hytta inrättades under hösten 2003 i gamla glasmåleri- och blomsliperiet.I december 2010 flyttade Hönsalottas Luffarmuseum www.luffarmuseum.se  från Målerås till Boda glasbruk. Detta för att ett glasmuseum i kommunens regim skulle byggas upp. Luffarmuseet drar väldigt många bussgrupper till orten och är fortfarande år 2022 det största bussgruppsmålet i Boda glasbruk. Hönsalottas luffarmuseum är tre museum i ett. Glasutställning där det visas var alla glasbruken funnits i finns i Glasriket, Prylutställning med cirka 20 000 föremål (år 2022) samt en Erik Höglund utställning. Restaurang, glaskförsäljning samt fullständiga alkoholrättigheter. 
Den 18 juni 2011 startade Design House Stockholm den lilla hyttan som heter "Vet Hut" och har i dag en egen glasproduktion med kända formgivare. 
Emmaboda kommun öppnade 2011 glasmuseet The Glass Factory på basis av ett köp av glassamlingarna från Boda glasbruk, Åfors glasbruk och Kosta glasbruk. Museet ligger i det tidigare brukets lokaler. I samma byggnad ligger även Design House Stockholms OPEN butik och hyttan "Vet Hut".
I orten finns en designbutik, vandrarhem och ett luffarmuseum. En badplats finns vid Bodasjön.

## Befolkningsutveckling
| Befolkningsutvecklingen i Boda glasbruk 1960–2015 | Befolkningsutvecklingen i Boda glasbruk 1960–2015 | Befolkningsutvecklingen i Boda glasbruk 1960–2015 | Befolkningsutvecklingen i Boda glasbruk 1960–2015 | Befolkningsutvecklingen i Boda glasbruk 1960–2015 |
| ------------------------------------------------- | ------------------------------------------------- | ------------------------------------------------- | ------------------------------------------------- | ------------------------------------------------- |
|                                                   |                                                   |                                                   |                                                   |                                                   |
| År                                                |                                                   |                                                   | Folkmängd                                         | Areal (ha)                                        |
| 1960                                              | 1960                                              |                                                   | 334                                               |                                                   |
| 1965                                              | 1965                                              |                                                   | 419                                               |                                                   |
| 1970                                              | 1970                                              |                                                   | 435                                               |                                                   |
| 1975                                              | 1975                                              |                                                   | 381                                               |                                                   |
| 1980                                              | 1980                                              |                                                   | 339                                               |                                                   |
| 1990                                              | 1990                                              |                                                   | 288                                               | 44                                                |
| 1995                                              | 1995                                              |                                                   | 257                                               | 44                                                |
| 2000                                              | 2000                                              |                                                   | 204                                               | 44                                                |
| 2005                                              | 2005                                              |                                                   | 201                                               | 44                                                |
| 2010                                              | 2010                                              |                                                   | 170                                               | 43#                                               |
| 2015                                              | 2015                                              |                                                   | 157                                               | 51#                                               |
| Anm.: Upphörde som tätort 2010. # Som småort.     |                                                   |                                                   |                                                   |                                                   |